# پیس گندله
پیسته کنده نوعی شیرینی سنتی و معروف استان مازندران است. این شیرینی شامل گردوی ساییده شکر قرمز یا شیره خرمالو و آرد برنج سرخ شده و کنجد سائیده شده است.